# Tiziana Virgili
Tiziana Michela Virgili (Fratta Polesine, 25 aprile 1959) è un medico e politica italiana.
È stata Presidente della Provincia di Rovigo e sindaco del comune di Fratta Polesine.

## Biografia
Nel 1994 viene eletta Sindaco di Fratta Polesine, suo paese natale. Mantiene la carica per due mandati consecutivi fino al 2002. 
Due anni dopo diventa assessora provinciale ai servizi sociali, nella giunta di centrosinistra guidata da Federico Saccardin.  
Nel 2009 è la candidata presidente della Provincia di Rovigo per una coalizione di centrosinistra. Viene eletta il 21 Giugno 2009 prevalendo al ballottaggio sul suo avversario Antonello Contiero (Lega Nord) con il 52,3% dei voti. Mantiene la carica fino al 2014. 
Nel 2012 sfida la maggioranza uscente del comune di Fratta Polesine e vince le elezioni comunali, diventando sindaca per la terza volta.
Nel 2015 e nel 2020 si candida a consigliera alle elezioni regionali del Veneto per la circoscrizione di Rovigo, non risultando eletta.
Si ricandida alla carica di sindaca del proprio comune natale nel 2017 e nel 2022, perdendo in entrambe le occasioni a favore di Giuseppe Tasso.